# Cichlocolaptes leucophrus
El ticotico cejipálido (Cichlocolaptes leucophrus) también denominado ticotico de cejas claras o ticotico cejipálido grande, es una especie de ave paseriforme de la familia Furnariidae endémica del sureste de Brasil. Era el único miembro del género Cichlocolaptes hasta la descripción de una nueva especie en 2014. Algunos autores sostienen que se divide en dos especies.

## Distribución y hábitat
Se distribuye en la mata atlántica de la franja costera del sureste de Brasil, desde el sur de Bahia y extremo noreste de Minas Gerais, hasta el noreste de Rio Grande do Sul.
Esta especie es considerada poco común en su hábitat natural, las selvas húmedas montanas, hasta los 1400 m de altitud; más hacia el norte se encuentra solamente en tierras altas.

## Sistemática

### Descripción original
La especie C. leucophrus fue descrita por primera vez por los naturalistas británicos William Jardine y Prideaux John Selby en 1830 bajo el nombre científico Anabates leucophrus; su localidad tipo es: « Brasil = Serra do Imbé».

### Etimología
El nombre genérico masculino «Cichlocolaptes» se compone de las palabras del griego «κιχλη kikhlē»: zorzal, y «κολαπτης kolaptēs»: cincelador, que cincela;  y el nombre de la especie «leucophrus», se compone de las palabras del griego «λευκος leukos»: blanco  y «οφρυος ophruos»: cejas; significando «de cejas blancas». El nombre de la especie ha sido comúnmente escrito leucophrys, de forma errada.

### Taxonomía
La subespecie C. leucophrus holti, el ticotico cejipálido chico, de la parte sur de la zona de distribución, es considerada como especie separada de la presente por las clasificaciones Aves del Mundo (HBW) y Birdlife International (BLI), con base en diferencias morfológicas, especialmente plumaje y menor tamaño, y de vocalización.

### Subespecies
Según las clasificaciones del Congreso Ornitológico Internacional (IOC) y Clements Checklist v.2018, se reconocen dos subespecies, con su correspondiente distribución geográfica:
- Cichlocolaptes leucophrus leucophrus (Jardine & Selby, 1830) – sureste de Brasil desde el sur de Bahia hacia el sur hasta Río de Janeiro.
- Cichlocolaptes leucophrus holti Pinto, 1941 – sureste de Brasil, desde São Paulo hacia el sur hasta el sureste de Santa Catarina y noreste de Rio Grande do Sul.